# Dulcis in fundo
Dulcis in fundo és una expressió pseudollatina que, per a un parlant italià, significaria "el dolç, arriba al final del dinar". És considerat com a tal per Giuseppe Fumagalli ("Les postres vénen al fons").
Ara bé, literalmente significa "dolç a la finca" atès que "fundo" no aplica com "fons"  i per això té un ús irònic i ambivalent.

## Ús
Aquesta expressió sembla diametralment oposada a la frase llatina cauda venenum, indicant en canvi la refinada intenció de reservar deliberadament un cop letal, sigui metafòric o concret, al final d'un procés aparentment inofensiu. En realitat, amb una funció antifràstica, per acabar, però no menys important, s'utilitza amb el mateix significat, com les expressions italianes "ara ve el millor!" i "El millor sempre dura!" o les expressions catalanes com "la cirereta del pastís" o "finalmente però no menys important".

## Desmitificació lingüística
La frase anònima té un origen desconegut i no està documentada en la literatura clàssica que ens coneixem; de fet la seva traducció popular és enganyosa: Enzo Mandruzzato va denunciar aquesta expressió com a "llatí inexistent".
Per a l'oïda d'un parlant llatí, l'expressió tindria de fet el significat literal següent:
"Una persona amable a la finca..."
on tenim  una el·lipse d'un verb per completar l' incipit . comenta Mandruzzato
Però amb aquest inici d'una novel·la una mica romàntica, es pensa en una bella figura femenina que es presenta...
La ironia ve de la tergiversació de dulcis, d'un gènere masculí o femení que certament no és neutre com suggereix la traducció "el dolç", i "fundo" que vol dir "finca agrícola conreada" i no "final".

## Entrades relacionades
- In cauda venenum
- Locució llatina